# یورگن وارنز
یورگن وارنز (انگلیسی: Jürgen Warnatz; ۳۱ مهٔ ۱۹۴۴ – ۲۲ دسامبر ۲۰۰۷) دانشمند در زمینه فیزیک اهل آلمان و از استادان دانشگاه فنی دارمشتات بود.